# Haplochromis petronius
Haplochromis petronius är en fiskart som beskrevs av Greenwood, 1973. Haplochromis petronius ingår i släktet Haplochromis och familjen Cichlidae. IUCN kategoriserar arten globalt som sårbar. Inga underarter finns listade i Catalogue of Life.